# Most Moračica
Most Moračica (v srbské cyrilici Мост Морачица) je dálniční most, který se nachází na dálnici A1 v Černé Hoře. Jedná se o největší most, který se po svém dokončení červenci 2022 v zemi nachází, a délkou překoná i Đurđevićův most přes řeku Taru. Nachází se na budovaném úseku Smokovac–Mateševo dálnice mezi městy Bar a Boljare.
Most z předpjatého betonu je téměř kilometr dlouhý (960 m); a překonává údolí řeky Morači. Betonová stavba má celkem pět pilířů, z nichž nejvyšší má 161 m a dvě podpěry. Maximální vzdálenost mezi nimi je 190 m. Šířka mostu je 23,4 m. Rozpětí jednotlivých polí je 95 + 170 + 3 × 190 + 125 m, střední pilíř má v základně rozměr 33 × 26 m.
Pilíře byly vybetonovány v průběhu jara, léta a podzimu roku 2017 a následně budou stavební práce pokračovat s dokončením vrchní části stavby. Most navrhla společnost China Road and Bridge Corporation. Na stavbě pracovali i dělníci z Čínské lidové republiky. Na staveništi pracovalo okolo 150 lidí a betonování sloupů se odvíjelo rychlostí 1 m denně. Stavební práce probíhaly jak ve dne, tak i v noci. Očekává se, že výsledné náklady na výstavbu mostu dosáhnou částky 200 milionů USD. Na most bylo vynaloženo 74,5 milionů eur.

## Galerie

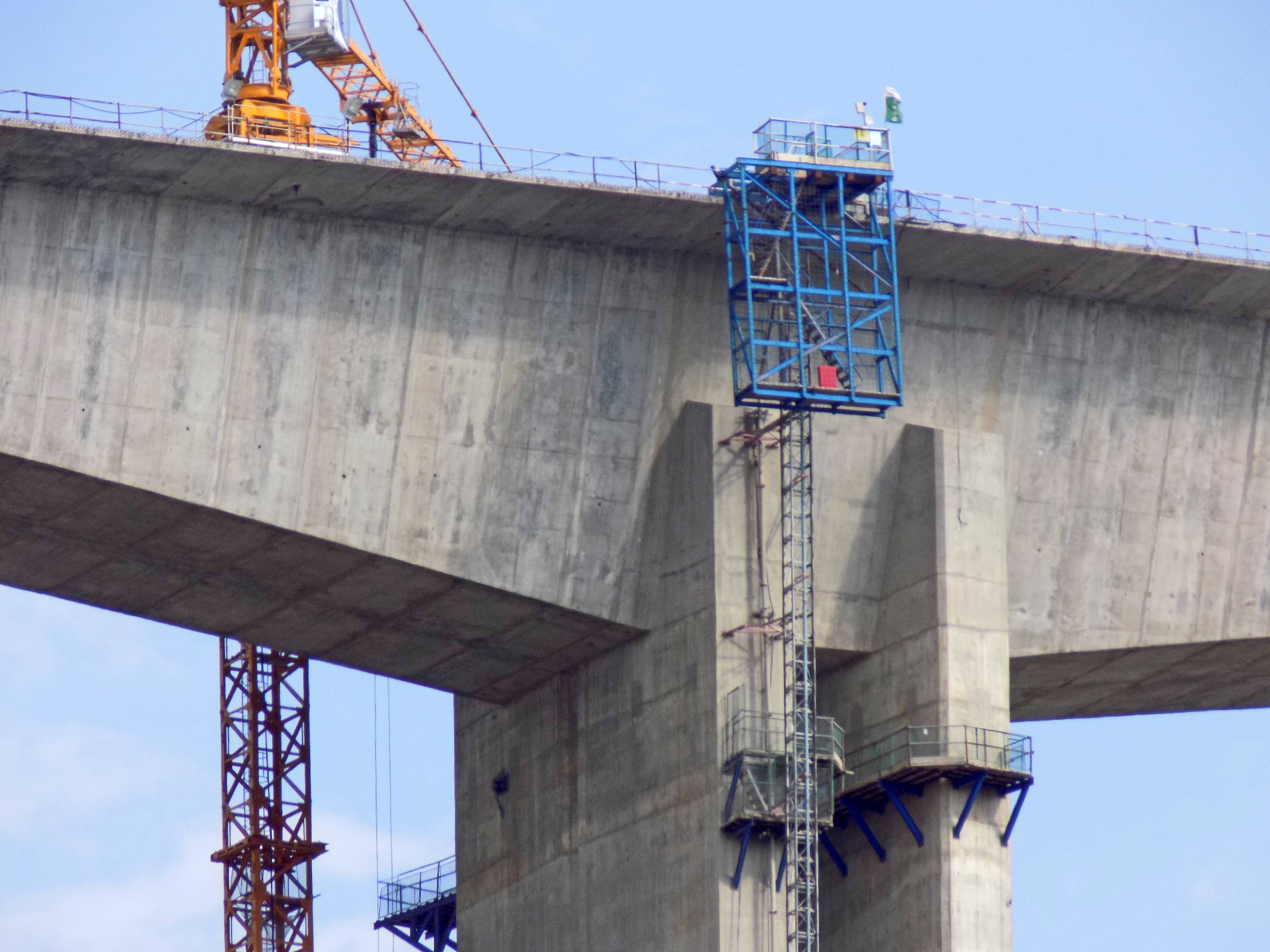
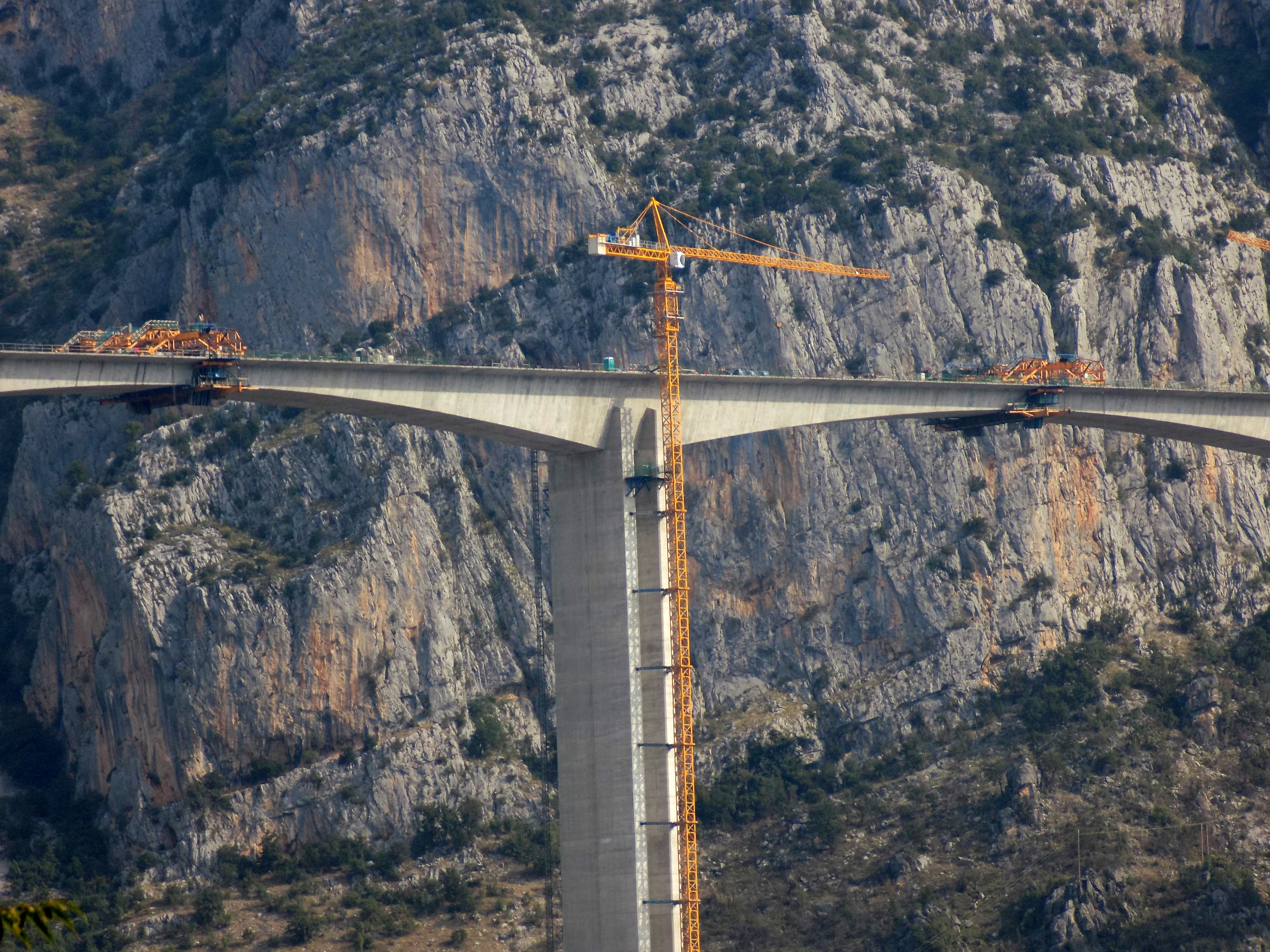
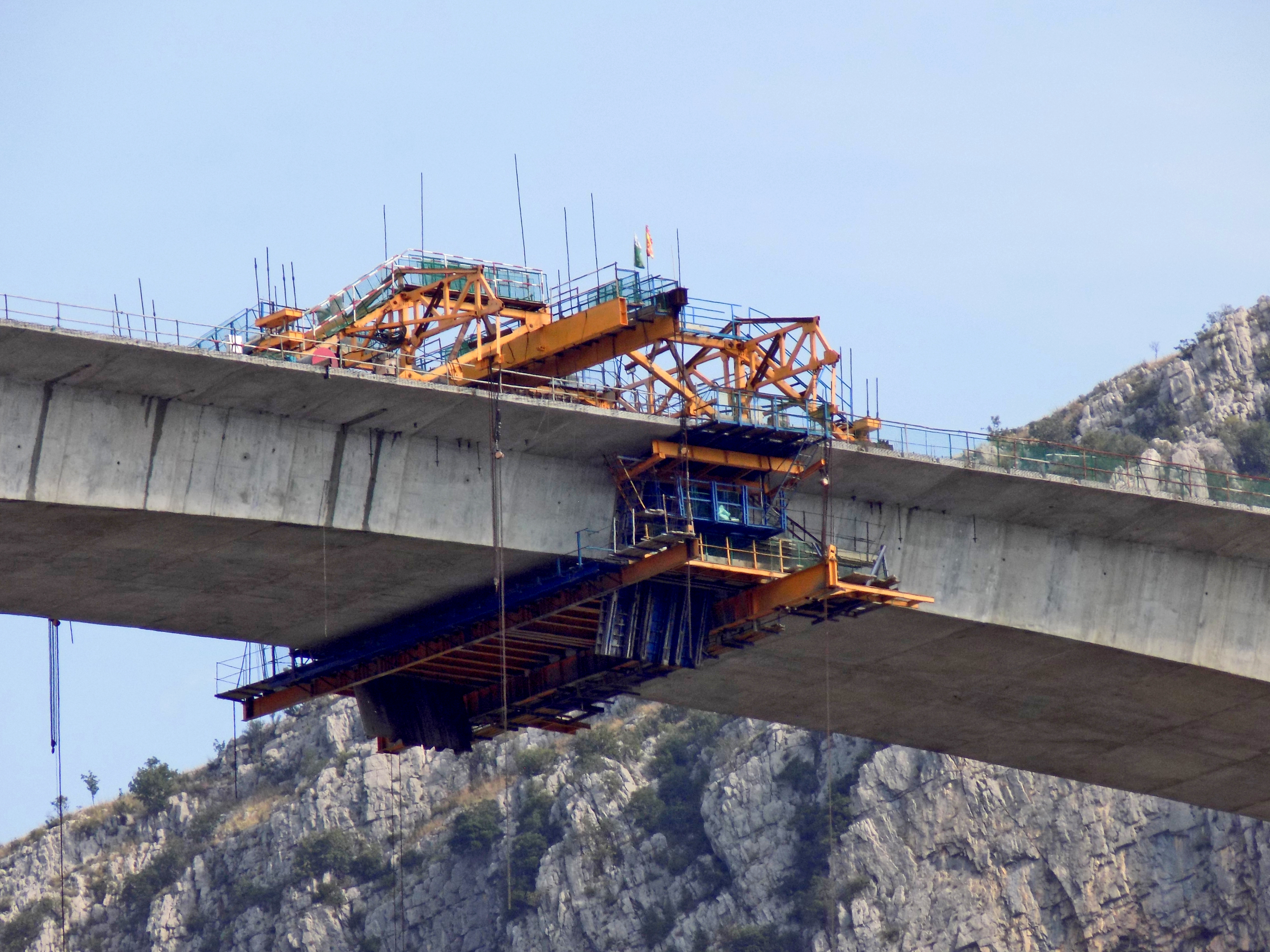
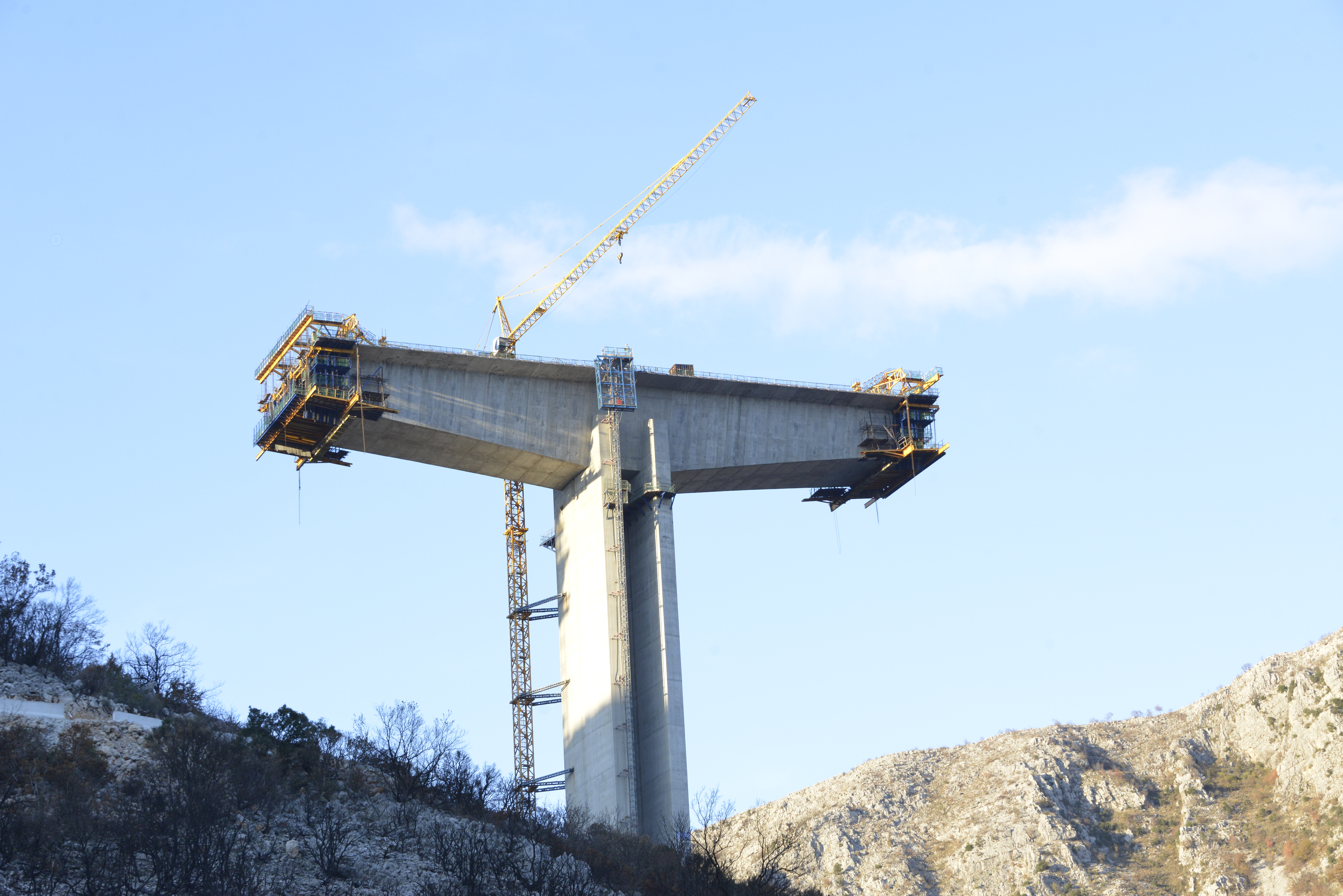
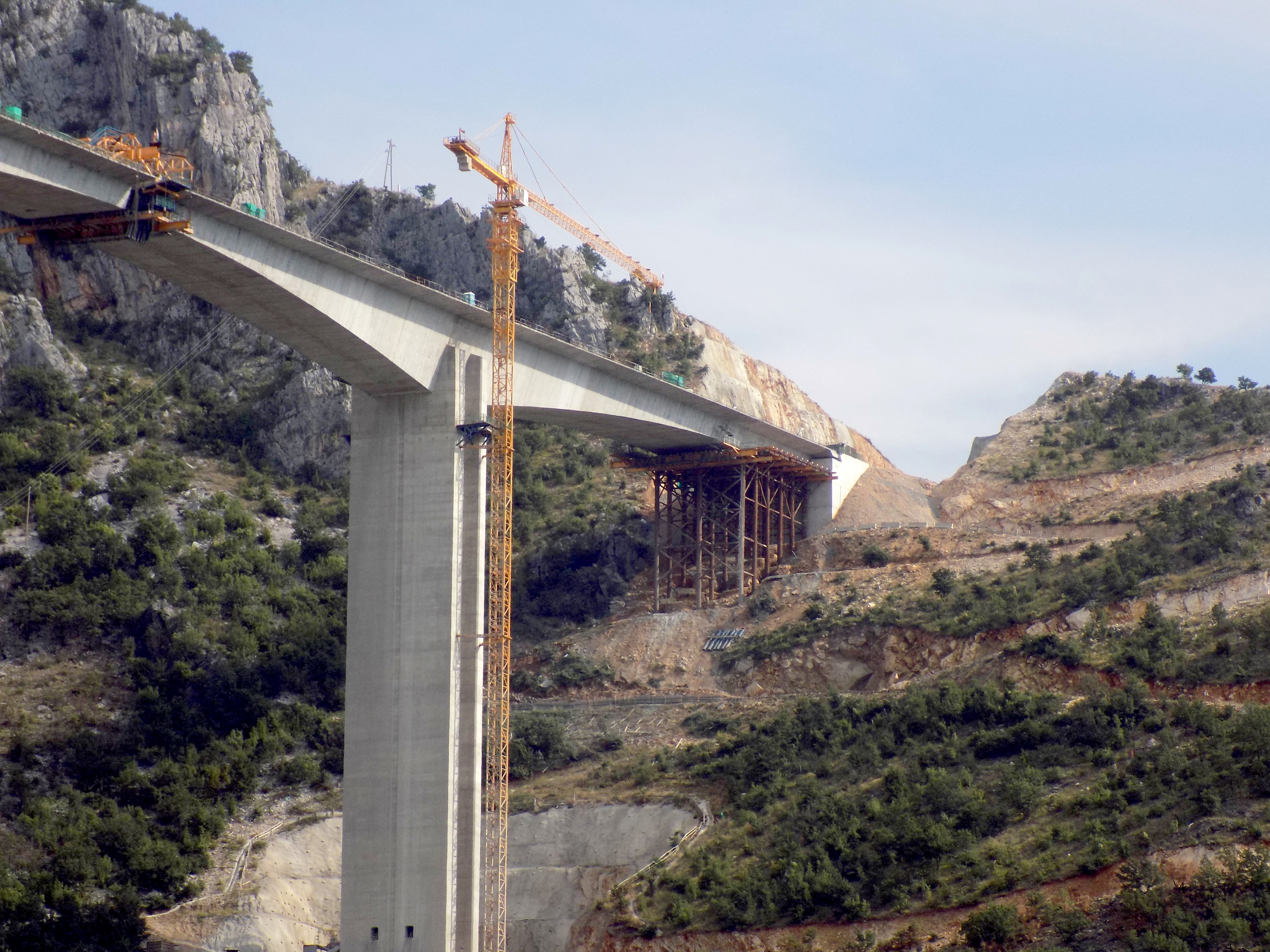
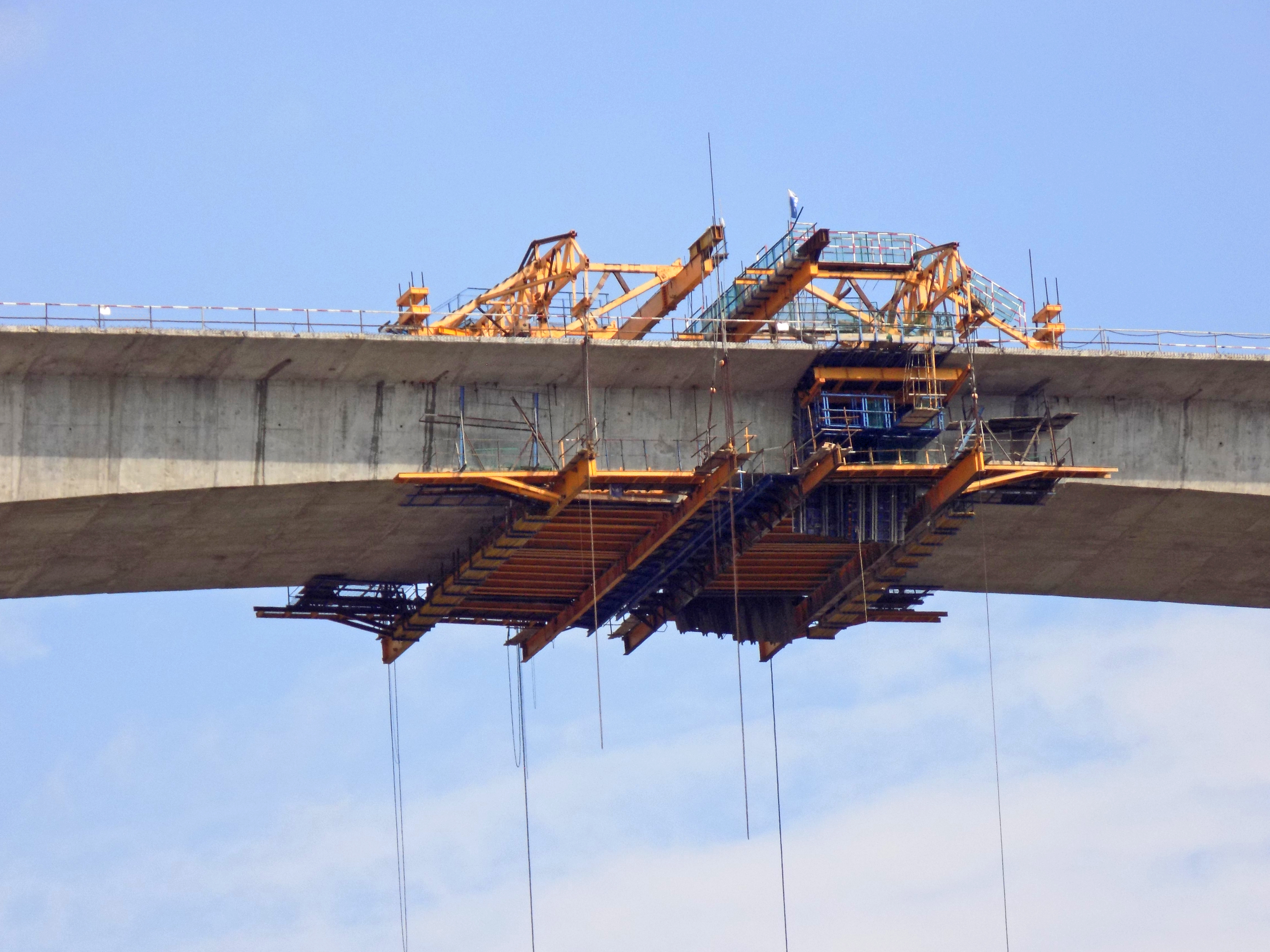

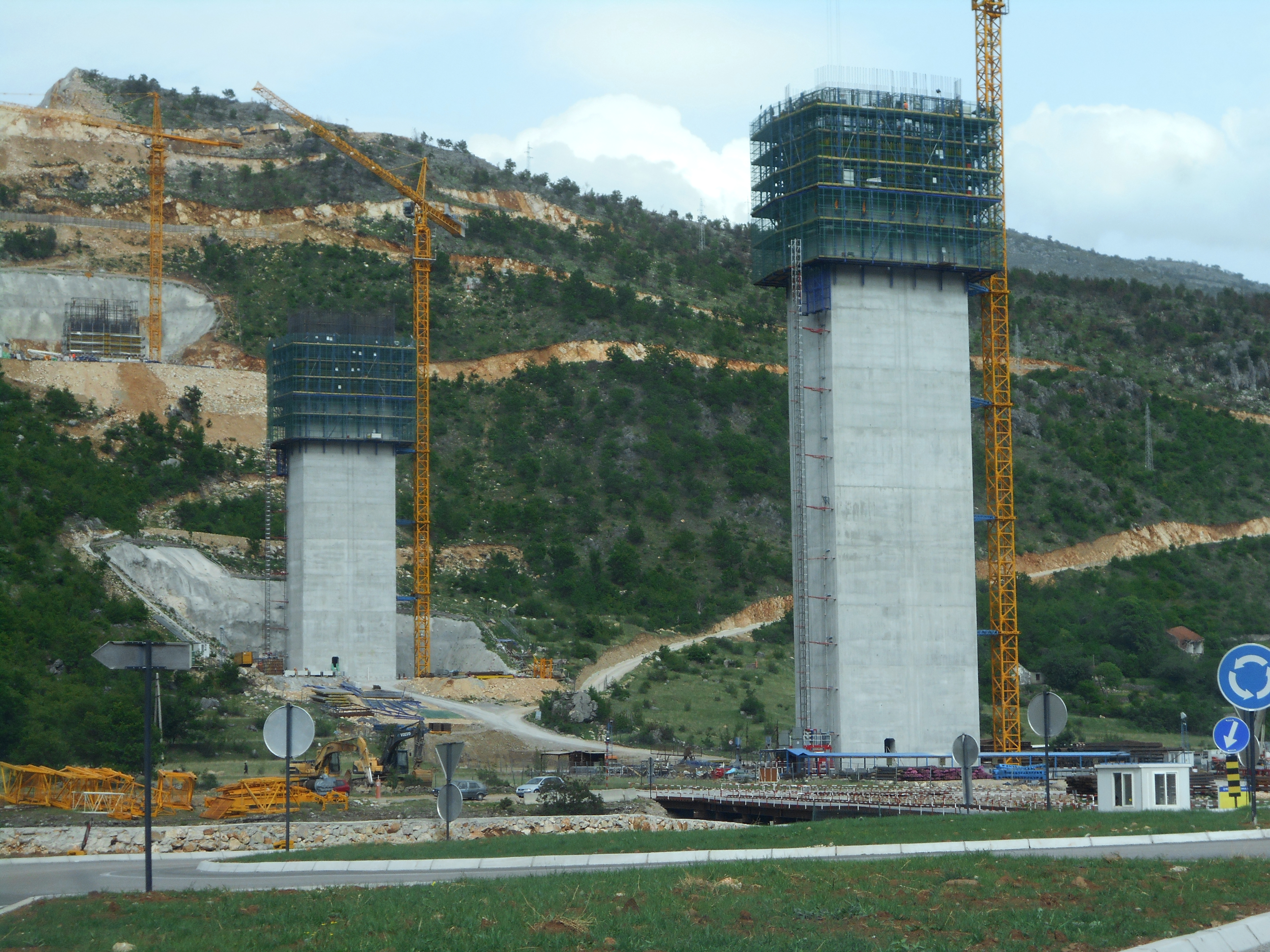
Duben 2017
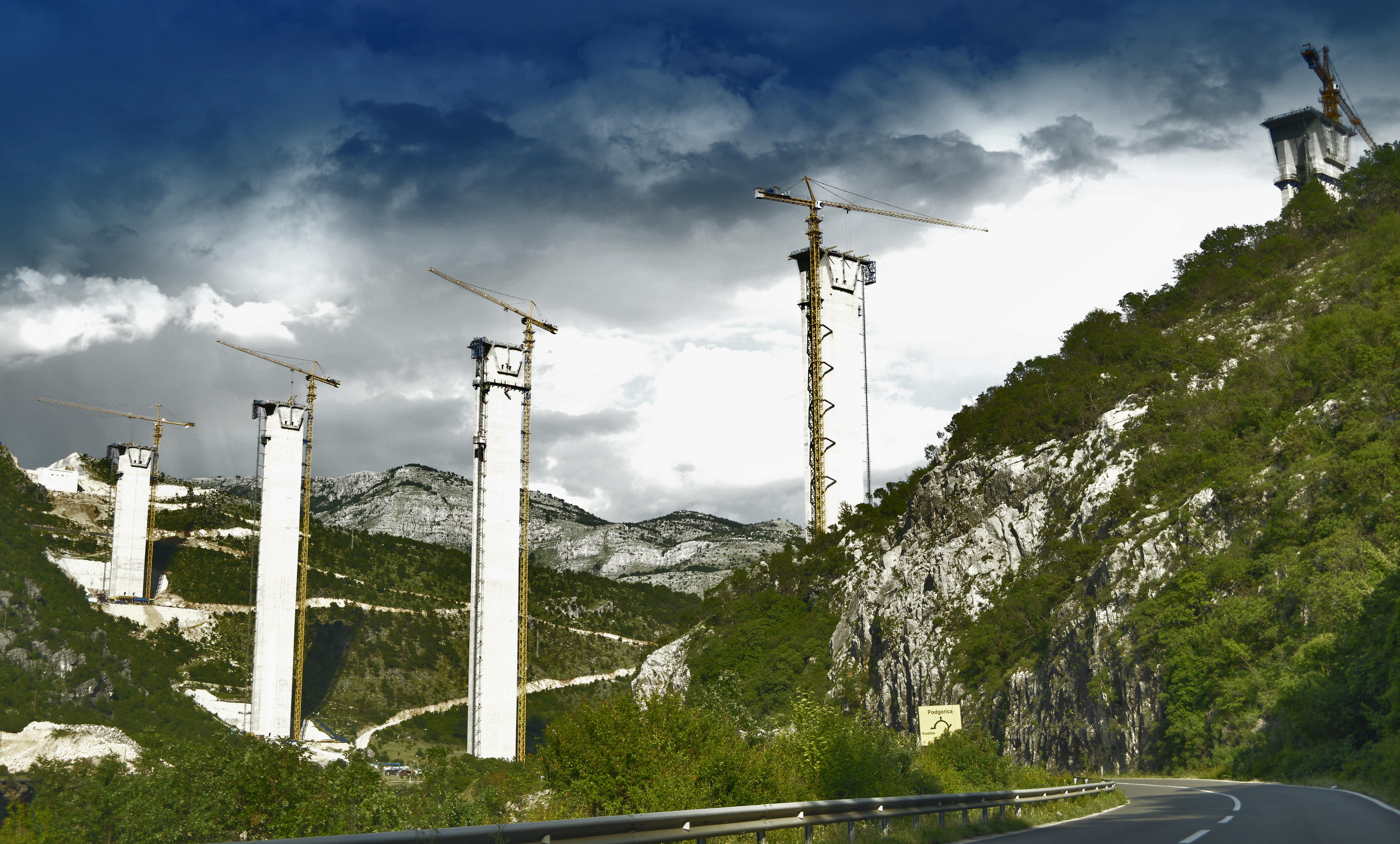
Květen 2018
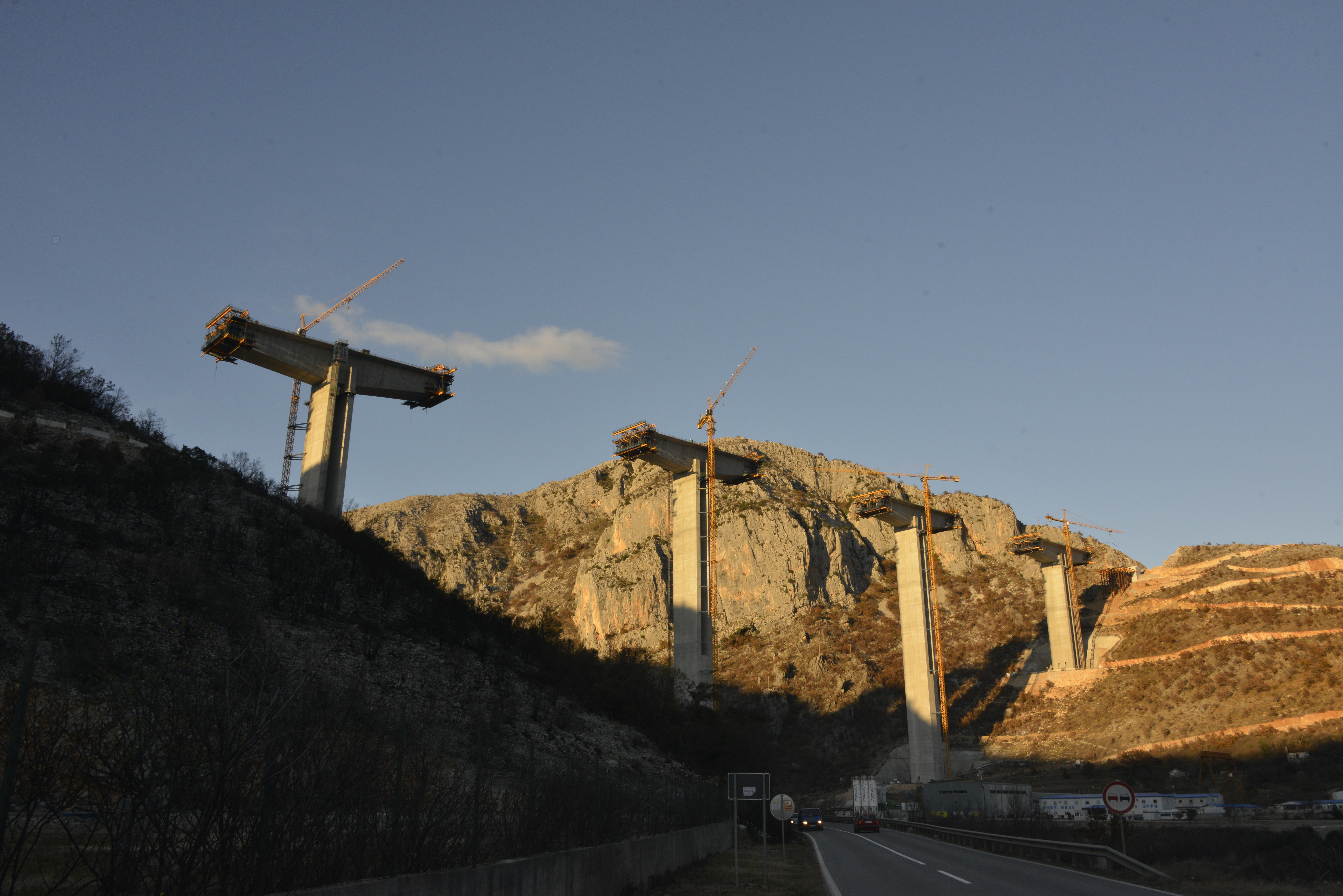
Prosinec 2018
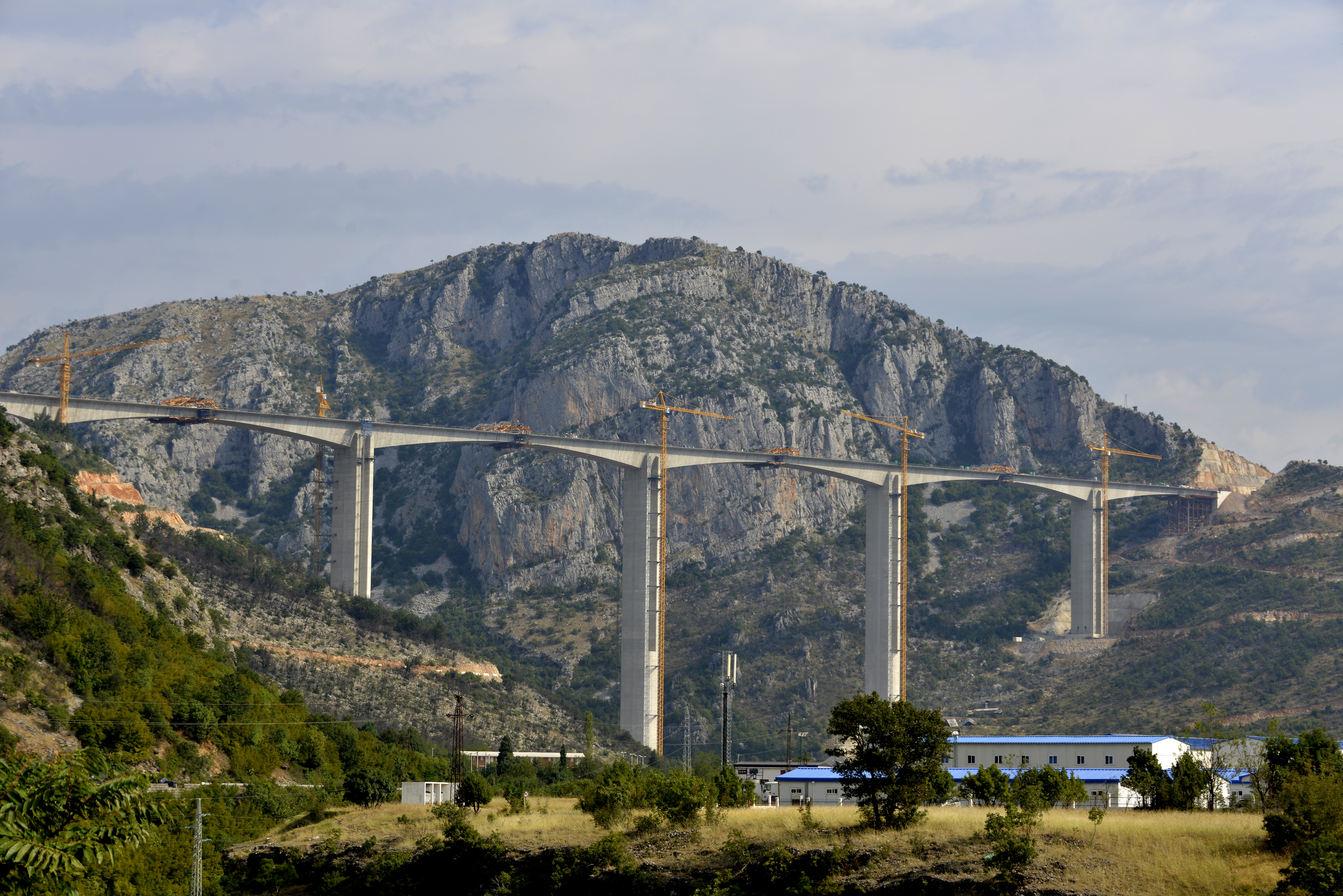
Září 2019